# National Union of Workers

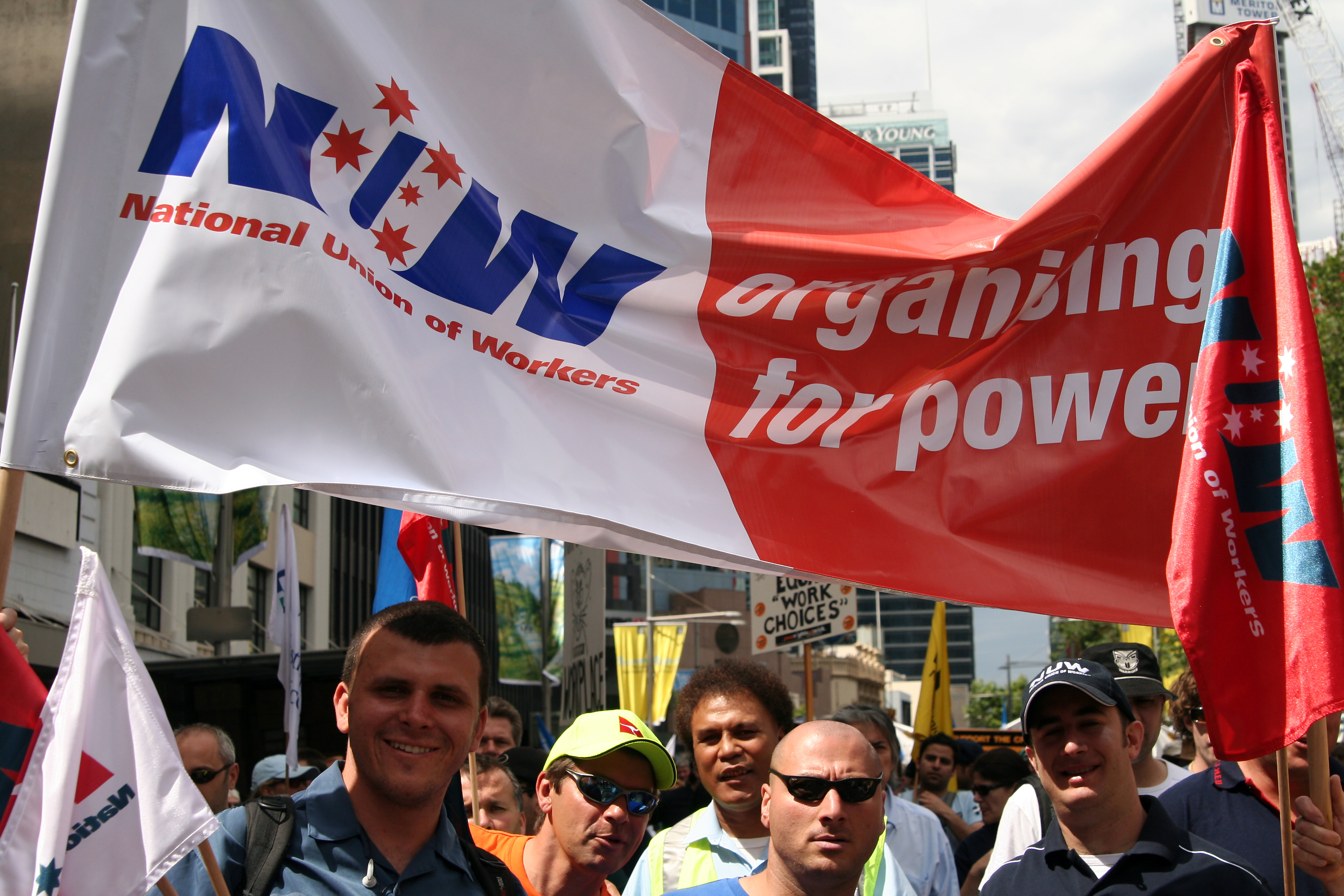
Protest der National Union of Workers gegen die Regierung von John Howard (2005) in Sydney

Die National Union of Workers (NUW) (deutsch: Nationale Arbeiter-Gewerkschaft) ist eine australische Gewerkschaft mit 90.000 Mitgliedern und etwa 140 Angestellten, die von ihr beschäftigt werden. Ihre Mitglieder arbeiten in unterschiedlichen Bereichen, in denen etwa 160 gesamtaustralische, bundesstaatliche Tarifverträge und  Einzelverträge mit Unternehmen gelten. Die NUW ist Mitglied in der gewerkschaftlichen Dachorganisation Australian Council of Trade Unions.

## Geschichte
Die National Union of Workers entstand 1989 durch die Fusion von sechs historischen Gewerkschaften: Federated Storemen and Packers Union (gegründet 1912), Federated Rubber and Allied Workers Union (gegründet 1908), Federated Cold Storage and Meat Preserving Employees' Union (gegründet 1908), Federated Millers and Manufacturing Grocers Union (gegründet 1909)
Commonwealth Foremen's Association (gegründet 1912) und United Sales Representatives and Commercial Travellers Guild (gegründet 1888)

## Branchen
Die NUW erstreckt sich über folgende Branchen: Lagerhaltung und Vertrieb; Essensherstellung; Gummi-, Plastik- und Kabelherstellung; Milchverarbeitung; Kühllagerung; Geflügel-, Fisch- und Wildverarbeitung; Fellverarbeitung; Wolleverarbeitung; Ölindustrie; Tierfutterindustrie; Arzneimittelherstellung; Fräserei; Marktforschung, Verkaufsförderung und -präsentation.